# Operation Red Flag
Operation Red Flag (Originaltitel Red Flag: The Ultimate Game) ist ein US-amerikanischer Fliegerfilm (Fernsehfilm) aus dem Jahr 1981 von Don Taylor.

## Handlung
Die Hauptrollen spielen zwei McDonnell Douglas F4 Phantom II Kampfpiloten, Major Phil Clark (William Devane) und Major Jay Rivers (Barry Bostwick), die bereits zusammen in Vietnam zusammen geflogen sind. Rivers wird 10 Jahre nach dem Krieg zur weiterführenden Ausbildung (Battle Readyness) zum Manöver „Red Flag“, der Air Force, in Nellis AFB, Nevada, abkommandiert. Hier treffen sich beide wieder. Der dreiste, selbstbewusste Clark ist dort seit geraumer Zeit Ausbilder, während der ruhigere Familienvater Rivers der Schüler ist. Zunächst nehmen die beiden Männer ihre Kameradschaft wieder auf. Rivers aber zeigt Clark aus seiner Fliegererfahrung Dinge, die der Instructor Clark nicht akzeptiert. So entwickeln sich erneute Spannungen zwischen den beiden Rivalen. Rivers Frau, Marie, verlässt vorübergehend ihn und nähert sich Clark an, geht aber wieder zurück. Der Film endet mit dem Tod von Clark, da seine Maschine im Spin nicht mehr recovern kann und abstürzt.
Chuck Yeager war bei der Produktion als Berater dabei. So kommt es, dass der Film zwar einige Fehler im Bereich Uniformen und Auszeichnungen zeigt, jedoch sind die fliegerischen Einlagen mit reichlich militärischem Fliegerfachwissen, zu jener Zeit, kommentiert. Der Film wurde in den USA bei CBS Late Movie s am 2. November 1984 ausgestrahlt. Arcade Video brachte den Film in Deutschland mit dem Titel Operation Red Flag - Tödliches Spiel als VHS Videokassette heraus. In den USA war der Film als Betamax erhältlich. Zum 1. Januar 2004 kam eine DVD auf den Markt. Der Film ist bei YouTube abrufbar.

## Hintergrund
Zu der eigentlichen Handlung werden Luftkampfmanöver mit der F4 Phantom II gezeigt, als Hauptwaffensystem der damaligen Zeit. Als Interceptor wurde eine Northrop F5 Freedomfighter verwendet (im Film Top Gun als fiktive MIG). Das Manöver Red Flag ist eines der bedeutendsten NATO-Manöver. Chuck Yeager wurde als Berater zum Film bei der Produktion verpflichtet. Obwohl es im Film Fehler in Bezug auf Uniformen und Auszeichnungen gibt, ist der Film voller Fliegertechnischem Fachwissen geprägt, was unter anderem in den Briefings und Debriefings zu sehen ist.